# Lauter Werder
Lauter Werder ist ein Musikalbum von verschiedenen Musikern zum 120-jährigen Jubiläum von Werder Bremen. Es erschien 2019 unter dem Label Fuego.

## Entstehungsgeschichte
Werder Bremen feierte am 4. Februar 2019 seinen 120-jährigen Geburtstag und produzierte dafür das Album Lauter Werder mit Songs von 14 bekannten Künstlern und fünf Newcomern aus einem Bandcontest. Das Album erschien als auf 1899 Stück limitierte Doppel-Vinyl, auf CD und als Download. Alle Erlöse des Albums kommen Bremer Nachwuchs- und SPIELRAUM-Projekten der Werder Stiftung und der Musikszene Bremen e. V. zugute.

## Titelliste
1. Grünes Blut – Gloria – 2:29
2. Vom Osterdeich aus in die Welt – Wilson & Jeffrey – 3:19
3. Jonny Otten – Flo Mega – 3:12
4. Das W auf dem Trikot – Johannes Strate – 3:36
5. Fischkoppalarm – Toni von Oben – 3:23
6. Wunder sehen – Afterburner – 3:37
7. Mein Herz schlägt – Shiml, JokA, MontanaMax – 4:50
8. Das Körper-W – FlowinImmO – 2:51
9. This Is Osterdeich – Begga – 2:37
10. Gute Gewinner, gute Verlierer – Versengold – 4:23
11. Bremen ist die Eins – Marci the Kid – 2:42
12. Gröön un Witt – De fofftig Penns – 3:50
13. Grün-weiße Liebe – Jan Delay – 4:28
14. Als die Mädchen durch den Tisch traten – Grillmaster Flash – 3:30
15. Wir sind da – Lenna – 3:05
16. Heimstark – Original Deutschmacher – 2:06
17. Run Boy Run – Rhonda – 3:19
18. 6:2 – Wigald Boning – 3:30
19. Das ist mein Verein – Heinz Rudolf Kunze – 3:45
20. Lebenslang Grün-Weiß (2019er Version) – Original Deutschmacher – 3:16
21. Wir sind Werder Bremen – Afterburner – 4:04

Die Gewinner des Bandcontests waren Wilson & Jeffrey, Toni von Oben, Begga, Marci the Kid und Lenna.

## Veröffentlichungen und Charterfolge
Das Album Lauter Werder ist am Tag der Veröffentlichung auf Platz 2 der deutschen iTunes-Charts eingestiegen.

## Rezeption
Die Deichstube in Zusammenarbeit mit der Mediengruppe Kreiszeitung bewertet das Album „wie eine durchschnittliche Werder-Saison: nicht wenig Elend, viel Durchschnitt und ein paar Highlights“.
Die Mein-Werder-Redaktion, zum Weser-Kurier gehörend, hat in ihrer Rezension zu „Lauter Werder“ sieben der 21 Songs des Albums näher bewertet.